# Ramiro Luna
Ramiro Braian Luna (General Rodríguez, provincia de Buenos Aires, 21 de julio de 1995) es un futbolista argentino. Juega de delantero y su equipo actual es Orense de la Serie A de Ecuador.

## Trayectoria

### Leandro N. Alem
Con 18 años, Luna llegó al primer equipo de Leandro N. Alem.
En el club estuvo desde 2013 hasta 2019, dónde convirtió 15 goles en 131 partidos.

### Midland
En 2019, Luna se convirtió en refuerzo de Midland, equipo de la Primera C. Jugó 26 partidos y convirtió un gol.

### Arsenal
Tras realizar buenas actuaciones en el ascenso, el volante se convirtió en refuerzo de Arsenal, de la Primera División. Su debut fue el 14 de noviembre en la victoria por 0-2 a Racing. Meses más tarde le convirtió 2 goles a Independiente.

## Estadísticas

### Clubes
| Leandro N. Alem Argentina | 5.ª                 | 2013-14             | 15  | 0  | 1  | 0 | - | - | 16  | 0  | 0    |
| Leandro N. Alem Argentina | 5.ª                 | 2014                | 0   | 0  | 0  | 0 | - | - | 0   | 0  | 0    |
| Leandro N. Alem Argentina | 5.ª                 | 2015                | 0   | 0  | 0  | 0 | - | - | 0   | 0  | 0    |
| Leandro N. Alem Argentina | 5.ª                 | 2016                | 13  | 2  | -  | - | - | - | 13  | 2  | 0.15 |
| Leandro N. Alem Argentina | 5.ª                 | 2016-17             | 32  | 4  | 1  | 0 | - | - | 33  | 4  | 0.12 |
| Leandro N. Alem Argentina | 4.ª                 | 2017-18             | 36  | 9  | -  | - | - | - | 36  | 9  | 0.25 |
| Leandro N. Alem Argentina | 4.ª                 | 2018-19             | 36  | 0  | -  | - | - | - | 36  | 0  | 0    |
| Leandro N. Alem Argentina | Total club          | Total club          | 130 | 15 | 2  | 0 | - | - | 132 | 15 | 0.11 |
| Ferrocarril Midland Argentina | 4.ª                 | 2019-20             | 26  | 1  | -  | - | - | - | 26  | 1  | 0.04 |
| Ferrocarril Midland Argentina | Total club          | Total club          | 26  | 1  | -  | - | - | - | 26  | 1  | 0.04 |
| Arsenal Argentina | 1.ª                 | 2020                | -   | -  | 7  | 2 | - | - | 7   | 2  | 0.29 |
| Arsenal Argentina | 1.ª                 | 2021                | 1   | 0  | 3  | 0 | 1 | 0 | 5   | 0  | 0    |
| Arsenal Argentina | Total club          | Total club          | 1   | 0  | 10 | 2 | 1 | 0 | 12  | 2  | 0.17 |
| San Telmo Argentina | 2.ª                 | 2022                | 31  | 2  | -  | - | - | - | 31  | 2  | 0.06 |
| San Telmo Argentina | 2.ª                 | 2023                | 34  | 8  | -  | - | - | - | 34  | 8  | 0.24 |
| San Telmo Argentina | Total club          | Total club          | 65  | 10 | -  | - | - | - | 65  | 10 | 0.15 |
| Quilmes Argentina | 2.ª                 | 2024                | 38  | 1  | 1  | 0 | - | - | 39  | 1  | 0.03 |
| Quilmes Argentina | Total club          | Total club          | 38  | 1  | 1  | 0 | - | - | 39  | 1  | 0.03 |
| Orense · Ecuador | 1.ª                 | 2025                | 13  | 0  | 0  | 0 | 0 | 0 | 13  | 0  | 0    |
| Orense · Ecuador | Total club          | Total club          | 13  | 0  | 0  | 0 | 0 | 0 | 13  | 0  | 0    |
| Total en su carrera | Total en su carrera | Total en su carrera | 273 | 27 | 13 | 2 | 1 | 0 | 287 | 29 | 0.1  |
| (1) Las copas nacionales se refiere a la Copa Argentina y a la Copa de la Liga Profesional. (2) Las copas internacionales se refiere a la Copa Libertadores y a la Copa Sudamericana. (3) Media de goles por encuentro. No incluye goles en partidos amistosos. |                     |                     |     |    |    |   |   |   |     |    |      |